# Cylinder (Iowa)
Cylinder é uma cidade localizada no estado americano de Iowa, no Condado de Palo Alto.

## Demografia
Segundo o censo americano de 2000, a sua população era de 110 habitantes.
Em 2006, foi estimada uma população de 99, um decréscimo de 11 (-10.0%).

## Geografia
De acordo com o United States Census Bureau tem uma área de
0,2 km², dos quais 0,2 km² cobertos por terra e 0,0 km² cobertos por água. Cylinder localiza-se a aproximadamente 363 m acima do nível do mar.

## Localidades na vizinhança
O diagrama seguinte representa as localidades num raio de 20 km ao redor de Cylinder.